# پروندیل (کالیفرنیا)
پروندیل (به انگلیسی: Prunedale) یک منطقهٔ مسکونی در ایالات متحده آمریکا است که در شهرستان مونتری، کالیفرنیا واقع شده‌است. پروندیل ۱۱۹٫۶۵۸ کیلومتر مربع مساحت و ۱۷٬۵۶۰ نفر جمعیت دارد و ۲۸ متر بالاتر از سطح دریا واقع شده‌است.